# Championnat du Pérou de football 1956
Navigation
Saison précédente Saison suivante
La saison 1956 du Championnat du Pérou de football est la vingt-huitième édition du championnat de première division au Pérou. Les dix clubs participants sont regroupés au sein d'une poule unique où ils s'affrontent deux fois au cours de la saison, à domicile et à l'extérieur. À la fin de la compétition, le dernier du classement est relégué et remplacé par le champion de Segunda División, la deuxième division péruvienne.
C'est le club du Sporting Cristal (ex-Sporting Tabaco) qui remporte la compétition après avoir terminé en tête du classement final du championnat, avec deux points d'avance sur le double tenant du titre, l'Alianza Lima et neuf sur le Club Centro Deportivo Municipal. C'est le tout premier titre de champion du Pérou de l'histoire du club.

## Les clubs participants
| - Alianza Lima - Sport Boys - Mariscal Sucre - Universitario de Deportes - Ciclista Lima | - Atlético Chalaco - Club Centro Deportivo Municipal - Sporting Cristal - Centro Iqueño - Carlos Concha - Promu de Segunda Division |

## Compétition
Le barème utilisé pour établir le classement est le suivant :
- Victoire : 2 points
- Match nul : 1 point
- Défaite, forfait ou abandon : 0 point

### Classement
| Rang | Équipe                          | Pts | J  | G  | N | P  | Bp | Bc | Diff |
| ---- | ------------------------------- | --- | -- | -- | - | -- | -- | -- | ---- |
| 1    | Sporting Cristal                | 29  | 18 | 13 | 3 | 2  | 43 | 19 | +24  |
| 2    | Alianza Lima (T)                | 27  | 18 | 11 | 5 | 2  | 42 | 24 | +18  |
| 3    | Club Centro Deportivo Municipal | 20  | 18 | 8  | 4 | 6  | 32 | 30 | +2   |
| 4    | Universitario de Deportes       | 18  | 18 | 7  | 4 | 7  | 34 | 34 | 0    |
| 5    | Sport Boys                      | 16  | 18 | 5  | 6 | 7  | 32 | 26 | +6   |
| 6    | Centro Iqueño                   | 15  | 18 | 6  | 3 | 9  | 23 | 28 | -5   |
| 7    | Mariscal Sucre                  | 14  | 18 | 4  | 6 | 8  | 22 | 26 | -4   |
| 8    | Ciclista Lima                   | 14  | 18 | 6  | 2 | 10 | 24 | 34 | -10  |
| 9    | Atlético Chalaco                | 14  | 18 | 5  | 4 | 9  | 24 | 40 | -16  |
| 10   | Carlos Concha (P)               | 13  | 18 | 5  | 3 | 10 | 23 | 38 | -15  |

|  | Champion du Pérou 1956                                |
|  | Relégation directe en Segunda División                |
|  | (T) : Tenant du titre (P) : Promu de Segunda Division |

## Bilan de la saison
| Championnat du Pérou de football 1956 |                              |
| Champion                              | Sporting Cristal (1er titre) |
| Promotions et relégations             |                              |
| Promus en Primera División            | Porvenir Miraflores          |
| Relégués en Segunda División          | Carlos Concha                |